# Страна Рождества
«Страна Рождества» (англ. NOS4A2; произносится «Носферату») — третий роман американского писателя Джо Хилла (сына Стивена Кинга), написанный в стиле хоррор. Книга была опубликована в 2013 году и удостоилась нескольких премий: Премия Лорда Рутвена (2014), Премия Грэма Мастертона (2015), Премия Нокт (2015, категория Зарубежная книга). В 2019 году вышла экранизация книги в формате телесериала.